# World Series of Darts 2016
Die World Series of Darts 2016 war eine Serie von Einladungsturnieren der Professional Darts Corporation (PDC). Sie führte die besten Dartspieler der Welt nach Südostasien, Australien und Neuseeland.

## Format
An der Turnierserie nahmen pro Turnier mindestens acht und maximal 16 Spieler teil. Das Teilnehmerfeld setzte sich aus den sechs bestplatzierten Spieler der PDC Order of Merit, zwei Wildcard-Spielern und bis zu acht lokalen Qualifikanten zusammen.
Die Turniere wurden allesamt im K.-o.-System gespielt. Spielmodus bei allen Turnieren war ein best of legs. Die Distanz der best of legs war bei den Turnieren unterschiedlich.

## Spielorte
Die vierte World Series of Darts wurde in den Vereinigten Arabischen Emiraten, Australien, Neuseeland, Japan, China und Schottland ausgetragen.
| Dubai |

| Sydney |

| Perth |

| Auckland |

| Tokio |

| Shanghai |

| Glasgow |

## Preisgeld
Nur das Preisgeld der Dubai Darts Masters 2016 wurde öffentlich bekannt gegeben. Dies lag bei insgesamt $ 245.000. Das Preisgeld verteilte sich unter den Teilnehmern wie folgt:
| Position (Anzahl der Spieler) | Position (Anzahl der Spieler) | Preisgeld |
| ----------------------------- | ----------------------------- | --------- |
| Gewinner                      | (1)                           | $ 65.000  |
| Finalist                      | (1)                           | $ 40.000  |
| Halbfinalisten                | (2)                           | $ 30.000  |
| Viertelfinalisten             | (4)                           | $ 20.000  |
|                               |                               |           |
|                               |                               | $ 245.000 |

Da es sich um Einladungsturniere handelte, wurden die erspielten Preisgelder bei der Berechnung der PDC Order of Merit nicht berücksichtigt.

## Teilnehmer
Für die World Series of Darts 2016 waren folgende 8 Spieler qualifiziert:
- Die 6 erstplatzierten Spieler der PDC Order of Merit – Stand 3. Januar 2016; nach der PDC World Darts Championship 2016
- Die 2 Wildcard-Teilnehmer
- bis zu 8 lokale Teilnehmer

PDC Order of Merit
1. Michael van Gerwen
2. Gary Anderson
3. Adrian Lewis
4. Phil Taylor
5. Peter Wright
6. James Wade

Wildcard-Teilnehmer
- Raymond van Barneveld
- Dave Chisnall

## Ergebnisse
| Nr. | Datum          | Event                        | Austragungsort                  | Sieger             | Ergebnis | Finalist           |
| --- | -------------- | ---------------------------- | ------------------------------- | ------------------ | -------- | ------------------ |
| 1   | 26.–27. Mai    | Dubai Darts Masters          | Dubai, Dubai Tennis Stadium     | Gary Anderson      | 11 : 9   | Michael van Gerwen |
| 2   | 17.–19. Juni   | Auckland Darts Masters       | Auckland, Trusts Arena          | Gary Anderson      | 11 : 7   | Adrian Lewis       |
| 3   | 25.–26. Juni   | Shanghai Darts Masters       | Shanghai, Himalaya Theatre      | Michael van Gerwen | 8 : 3    | James Wade         |
| 4   | 6.–7. Juli     | Tokyo Darts Masters          | Tokio, Kokuritsu Yoyogi Kyōgijō | Gary Anderson      | 8 : 6    | Michael van Gerwen |
| 5   | 18.–20. August | Sydney Darts Masters         | Sydney, The Star                | Phil Taylor        | 11 : 9   | Michael van Gerwen |
| 6   | 25.–27. August | Perth Darts Masters          | Perth, HBF Stadium              | Michael van Gerwen | 11 : 4   | Dave Chisnall      |
| 7   | 5.–6. November | World Series of Darts Finals | Glasgow, Braehead Arena         | Michael van Gerwen | 11 : 9   | Peter Wright       |

## Rangliste
Die Ergebnisse der einzelnen Turniere bildeten eine eigene Rangliste.
Neben den acht gesetzten Spielern qualifizierten sich 16 weitere Spieler über die PDC Order of Merit oder zusätzliche Qualifikationsturniere für die World Series of Darts Finals 2016.
Bei jedem Turnier wurden von den acht gesetzten Spielern zwei Lostöpfe mit den aktuellen Plätzen 1–4 und 5–8 der Rangliste gebildet, durch die verhindert werden sollte, dass die Ranghöchsten direkt im ersten Duell aufeinandertreffen.
Die Rangliste wird nach folgendem Punktesystem erstellt:
| Runde         | Punkte |
| ------------- | ------ |
| Sieg          | 12     |
| Finale        | 8      |
| Halbfinale    | 5      |
| Viertelfinale | 3      |
| Achtelfinale  | 1      |

### Endstand der Rangliste
| Platz | Spieler               | Punkte |
| ----- | --------------------- | ------ |
| 1     | Michael van Gerwen    | 51     |
| 2     | Gary Anderson         | 45     |
| 3     | Phil Taylor           | 29     |
| 3     | Dave Chisnall         | 29     |
| 5     | Adrian Lewis          | 25     |
| 5     | James Wade            | 25     |
| 7     | Peter Wright          | 22     |
| 8     | Raymond van Barneveld | 20     |
| 9     | Kyle Anderson         | 4      |
| 9     | Corey Cadby           | 4      |
| 11    | Rhys Mathewson        | 3      |
| 11    | Rob Szabo             | 3      |
| 13    | Cody Harris           | 2      |
| 13    | Simon Whitlock        | 2      |
| 13    | David Platt           | 2      |
| 16    | Warren Parry          | 1      |
| 16    | Damon Heta            | 1      |
| 16    | Ken Moir              | 1      |
| 16    | Clinton Bridge        | 1      |
| 16    | Bernie Smith          | 1      |
| 16    | Stuart Leach          | 1      |
| 16    | Paul Lim              | 1      |
| 16    | Scott MacKenzie       | 1      |
| 16    | Royden Lam            | 1      |
| 16    | Yunfei Jiang          | 1      |
| 16    | Liu Yuanjun           | 1      |
| 16    | Shiyan Lai            | 1      |
| 16    | Wen Lihao             | 1      |
| 16    | Jianhua Shen          | 1      |
| 16    | Keita Ono             | 1      |
| 16    | Haruki Muramatsu      | 1      |
| 16    | Masahiro Hiraga       | 1      |
| 16    | Seigo Asada           | 1      |
| 16    | Masumi Chino          | 1      |
| 16    | Tsuneki Zaharias      | 1      |
| 16    | Shintaro Inoue        | 1      |
| 16    | Chikara Fujimoro      | 1      |
| 16    | Harley Kemp           | 1      |
| 16    | Adam Rowe             | 1      |
| 16    | Kim Lewis             | 1      |
| 16    | Koha Kokiri           | 1      |

## Übertragung
Im deutschsprachigen Raum wurden die Veranstaltungen nicht im TV ausgestrahlt.
International wurden alle Spiele durch die PDC auf livepdc.tv übertragen.